# Reeth, North Yorkshire
Reeth är en ort i Storbritannien.   Den ligger i grevskapet North Yorkshire och riksdelen England, i den centrala delen av landet, 300 km norr om huvudstaden London. Reeth ligger 199 meter över havet och antalet invånare är 724.
Terrängen runt Reeth är huvudsakligen kuperad, men åt nordost är den platt. Reeth ligger nere i en dal. Runt Reeth är det ganska glesbefolkat, med 36 invånare per kvadratkilometer. Närmaste större samhälle är Richmond, 13,7 km öster om Reeth. Trakten runt Reeth består i huvudsak av gräsmarker.